# JuVaughn Harrison
Pour les articles homonymes, voir Harrison.
JuVaughn Harrison (né le 30 avril 1999 à Huntsville) est un athlète américain spécialiste du saut en hauteur et du saut en longueur. Il est vice-champion du monde de la hauteur à Budapest en 2023.

## Biographie
En 2018, JuVaughn Harrison remporte la médaille de bronze du saut en hauteur lors des championnats du monde juniors avec la marque de 2,23 m.

### Révélation en 2021
La 12 mars 2021, à Fayetteville lors des championnats des États-Unis universitaires (NCAA) en salle, il établit la meilleure performance mondiale de l'année au saut en longueur en atteignant la marque de 8,45 m. Le même jour, lors de cette même compétition, il parvient à franchir 2,30 m au saut en hauteur, devenant le premier athlète au monde à réaliser plus de 8,40 m à la longueur, et plus de 2,30 m à la hauteur,.
Au cours de la saison en plein air, il améliore ses records dans les deux disciplines, d'abord à la longueur avec 8,44 m le 24 avril à Baton Rouge, puis à la hauteur avec 2,36 m, le 14 mai à College Station. Lors des sélections olympiques américaines organisées à Eugene, il parvient à se qualifier lors de la même journée pour les finales de la longueur et de la hauteur, en réussissant respectivement 8,06 m et 2,19 m en seulement trois sauts au total. Ses deux finales se disputent également le même jour, mais l'Américain fait une nouvelle fois coup double en remportant d'abord le saut en hauteur avec 2,33 m, puis le saut en longueur avec 8,47 m, nouveau record personnel (et ce sous une chaleur étouffante, avoisinant les 40 degrés à l'ombre). Il se qualifie donc pour les Jeux Olympiques de Tokyo, où il a alors pour objectif de répéter l'exploit de son illustre compatriote Ellery Clark, sacré en 1896 à Athènes en hauteur comme en longueur. 
A Tokyo, l'Américain doit cependant se contenter d'une cinquième place à la longueur (8,15 m) et d'une septième place à la hauteur (2,33 m), en étant à chaque fois assez loin du podium. 

### Vice-champion du monde de la hauteur en 2023
Alors qu'il avait terminé en 9ème position du saut en hauteur lors des Mondiaux de Eugene en 2022, Harrison s'empare de la médaille d'argent lors de l'édition suivante à Budapest en 2023. Avec une barre à 2,36 m passée à sa deuxième tentative, il s'intercale entre les deux champions olympiques de 2021, l'Italien Gianmarco Tamberi, qui a franchi la même hauteur dès son premier essai, et le Qatarien Mutaz Barshim, qui s'est arrêté à 2,33 m.

## Palmarès

### International
| Date | Compétition                   | Lieu             | Résultat | Épreuve  | Marque |
| ---- | ----------------------------- | ---------------- | -------- | -------- | ------ |
| 2018 | Championnats du monde juniors | Tampere          | 3e       | Hauteur  | 2,23 m |
| 2018 | Championnats du monde juniors | Tampere          | 9e       | Longueur | 7,63 m |
| 2021 | Jeux olympiques               | Tokyo            | 7e       | Hauteur  | 2,33 m |
| 2021 | Jeux olympiques               | Tokyo            | 5e       | Longueur | 8,15 m |
| 2022 | Championnats du monde         | Eugene           | 9e       | Hauteur  | 2,27 m |
| 2023 | Championnats du monde         | Budapest         | 2e       | Hauteur  | 2,34 m |
| 2023 | Ligue de diamant              | Ligue de diamant | 3e       | Hauteur  | 2,33 m |

### National
- Championnat des États-Unis :
  - Saut en hauteur : vainqueur en 2021 et 2023
  - Saut en longueur: vainqueur en 2021
- Championnats NCAA :
  - Saut en hauteur : vainqueur en 2019
  - Saut en longueur: vainqueur en 2019
- Championnats NCAA en salle : 
  - Saut en hauteur : vainqueur en 2021
  - Saut en longueur: vainqueur en 2021

## Records

### Records personnels
| Épreuve          | Épreuve   | Marque | Lieu                     | Date                     |
| ---------------- | --------- | ------ | ------------------------ | ------------------------ |
| Saut en hauteur  | Plein air | 2,36 m | College Station Budapest | 14 mai 2021 22 août 2023 |
| Saut en hauteur  | Salle     | 2,32 m | Hustopeče                | 5 février 2021           |
| Saut en longueur | Plein air | 8,47 m | Eugene                   | 27 juin 2021             |
| Saut en longueur | Salle     | 8,45 m | Fayetteville             | 12 mars 2021             |